# Újkarlóca
Újkarlóca (szerbül: Novi Karlovci, Нови Карловци) település Szerbiában, a Vajdaságban, a Szerémségi körzetben, Ingyia községben.

## Demográfiai változások
| 1948 | 1953 | 1961 | 1971 | 1981 | 1991 | 2002 |
| ---- | ---- | ---- | ---- | ---- | ---- | ---- |
| 3202 | 3299 | 3427 | 3060 | 3050 | 2947 | 3036 |